# Podwójne życie Jagody Lee
Podwójne życie Jagody Lee (ang. The Life and Times of Juniper Lee) – amerykański serial animowany.
Twórcą serialu jest Judd Winick.

## Fabuła
Serial o przygodach młodej Azjatki o imieniu Jagoda Lee, która walczy w obronie świata przed światem chaosu i zła, a który widzi tylko ona i jej najbliżsi.
Jagoda musi ukrywać swoją drugą tożsamość przed wszystkimi, co czasami bywa zbyt trudne, a znajomi często zastanawiają się, czy z Jagodą jest wszystko w porządku.

## Bohaterowie
- Jagoda „Jaga” Lee (ang. Juniper „Jun” Lee) – Te Xuan Ze (czyt. Tur Szuan Zen). Ma 11 lat. Posiada zdolności takie jak np. super zwinność, szybkość. Odziedziczyła moc po swojej babce. Ma długie czarne włosy, piegi na nosie. Najczęściej ubiera się w zieloną koszulkę, dżinsy i brązowe buty. Kocha się w swoim koledze ze szkoły, Markusie.
- Rajmund (Raju) (ang. Ray Ray Lee) – brat Jagi. Ma 8 lat. Widzi potwory dzięki przypadkowemu przekazaniu mocy swojej siostry do jego ciała. Marzy by być Te Xuan Ze (udaje mu się to w odcinku „Tur Szuan Ja”, ale rezygnuje z mocy na rzecz chwilowo „zamrożonej” Jagody). Kocha jeść słodycze i oglądać telewizję. Nie lubi się myć.
- Mentor (ang. Monroe) lub Mentor Connery Boy McGregor Scott V – pies rasy Mops, pomocnik Te Xuan Ze. Jest już stary, ale  przydatny w walce. Robi za chodzącą encyklopedię, zna się na magii jak nikt inny.
- A Ma (ang. Jasmine Lee ’Ah-Mah’) – „emerytowana” Te Xuan Ze, babcia Jagody, uprawia wiele sportów ekstremalnych, dużo podróżuje.
- Dennis Lee – starszy brat Jagi, nic nie wie o jej magicznych mocach, dowiaduje się o nich dopiero w odcinku „Przypieczętowane Piąchą”. Chyba kocha się w Jody.
- Lily (wielka stopa) – wielka stopa zmieniona w dziewczynkę, opiekuje się nią A Ma, występuje razem z innymi kumplami Jagi.
- Jody Irwin – najlepsza koleżanka Jagi, prymuska, prowadzi kronikę szkolną.
- Rodzice Jagi – pojawiają się rzadko.
- Marcus Carsner – kolega Jagi, w którym się podkochuje.
- Ofelia Ramírez – koleżanka Jagi, jest w stylu gotki, kocha rock i metal.
- Roger Radcliffe – kolega Jagi, który uwielbia Ofelię.
- William – ojciec Mentora

## Odcinki

### Spis odcinków
| Premiera odcinka        | Nr | Polski tytuł                                   | Angielski tytuł                                                  |
| ----------------------- | -- | ---------------------------------------------- | ---------------------------------------------------------------- |
|                         |    |                                                |                                                                  |
| SERIA PIERWSZA          |    |                                                |                                                                  |
|                         |    |                                                |                                                                  |
| 07.11.2005              | 01 | Każdy ma swoje własne przyjemności             | It’s Your Party And I’ll Whine If I Want To                      |
|                         |    |                                                |                                                                  |
| 08.11.2005              | 02 | Czy potrzeba aż plądrowania?                   | It Takes a Pillage                                               |
|                         |    |                                                |                                                                  |
| 09.11.2005              | 03 | Nowy szachraj w mieście                        | New Trickster In Town                                            |
|                         |    |                                                |                                                                  |
| 10.11.2005              | 04 | Mówimy Egipt, a w domyśle Mumia                | I’ve Got My Mind On My Mummy And My Mummy On My Mind             |
|                         |    |                                                |                                                                  |
| 11.11.2005              | 05 | I wara od mojego podwórka                      | Not In My Backyard                                               |
|                         |    |                                                |                                                                  |
| 14.11.2005              | 06 | Wejście Piaskoluda                             | Enter Sandman                                                    |
|                         |    |                                                |                                                                  |
| 15.11.2005              | 07 | Bim Bam, wiedźma nie umarła                    | Ding Dong, The Witch Ain’t Dead                                  |
|                         |    |                                                |                                                                  |
| 16.11.2005              | 08 | Poradzę sobie z małą pomocą mojego Elfa        | I’ll Get By With A Little Help From My Elf                       |
|                         |    |                                                |                                                                  |
| 17.11.2005              | 09 | Świat według L.A.R.P.-a                        | The World According To L.A.R.P.                                  |
|                         |    |                                                |                                                                  |
| 18.11.2005              | 10 | Magia bierze wolne                             | Magic Takes A Holiday                                            |
|                         |    |                                                |                                                                  |
| 21.11.2005              | 11 | Weź, proszę, moje życie                        | Take My Life, Please                                             |
|                         |    |                                                |                                                                  |
| 22.11.2005              | 12 | Poznajcie rodzica                              | Meet The Parent                                                  |
|                         |    |                                                |                                                                  |
| 23.11.2005              | 13 | Zjazd Potworów                                 | Monster Con                                                      |
|                         |    |                                                |                                                                  |
| SERIA DRUGA             |    |                                                |                                                                  |
|                         |    |                                                |                                                                  |
| 01.05.2006              | 14 | Kim jesteś, Bracie                             | O Brother What Art Thou                                          |
|                         |    |                                                |                                                                  |
| 02.05.2006              | 15 | To wielka dynia, Jagoda Lee                    | It’s The Great Pumpkin, Juniper Lee                              |
|                         |    |                                                |                                                                  |
| 03.05.2006              | 16 | Wielka ucieczka                                | The Great Escape                                                 |
|                         |    |                                                |                                                                  |
| 04.05.2006              | 17 | Zdjęcia                                        | Picture Day                                                      |
|                         |    |                                                |                                                                  |
| 05.05.2006              | 18 | Jakość Gwiazdy                                 | Star Quality                                                     |
|                         |    |                                                |                                                                  |
| 08.05.2006              | 19 | Nie ma lepszej Bat Micwy od Bat Micwy w śniegu | There’s No Mitzvah, Like Snow Mitzvah                            |
|                         |    |                                                |                                                                  |
| 09.05.2006              | 20 | Proste jak lewy prosty                         | Bada Bing Bada Boomfist                                          |
|                         |    |                                                |                                                                  |
| 10.05.2006              | 21 | Przygody pod czułym okiem                      | Adventures in Babysitting                                        |
|                         |    |                                                |                                                                  |
| 11.05.2006              | 22 | Jesteś w Mojej skórze                          | I’ve Got You Under My Skin                                       |
|                         |    |                                                |                                                                  |
| 12.05.2006              | 23 | Powitajcie Wydrotoperza                        | Welcome Bat Otter                                                |
|                         |    |                                                |                                                                  |
| 15.05.2006              | 24 | Popołudnie na wystawie psów                    | Dog Show Afternoon                                               |
|                         |    |                                                |                                                                  |
| 16.05.2006              | 25 | Wymarzona randka                               | Dream Date                                                       |
|                         |    |                                                |                                                                  |
| 17.05.2006              | 26 | Potworne przyjęcie                             | Party Monsters                                                   |
|                         |    |                                                |                                                                  |
| SERIA TRZECIA           |    |                                                |                                                                  |
|                         |    |                                                |                                                                  |
| 12.05.2007              | 27 | Gdzie jest Twój tatuś?                         | Who’s Your Daddy?                                                |
|                         |    |                                                |                                                                  |
| 13.05.2007              | 28 | O co walczymy?                                 | Water We Fighting For?                                           |
|                         |    |                                                |                                                                  |
| 19.05.2007              | 29 | Za duże stopy                                  | Feets Too Big                                                    |
|                         |    |                                                |                                                                  |
| 20.05.2007              | 30 | Obywatelka Jaga                                | Citizen June                                                     |
|                         |    |                                                |                                                                  |
| 26.05.2007              | 31 | Umaluj mnie i w ogóle                          | Make Me Up Before You Go-Go                                      |
|                         |    |                                                |                                                                  |
| 27.05.2007              | 32 | Z przeszłości                                  | Out of the Past                                                  |
|                         |    |                                                |                                                                  |
| 09.06.2007              | 33 | Przypieczętowane Piąchą                        | Sealed With a Fist                                               |
|                         |    |                                                |                                                                  |
| 10.06.2007              | 34 | Mała duża A Ma                                 | Little Big Mah                                                   |
|                         |    |                                                |                                                                  |
| 16.06.2007              | 35 | Tur Szuan Ja                                   | Te Xuan Me?                                                      |
|                         |    |                                                |                                                                  |
| 17.06.2007              | 36 | Jedzenie za friko                              | Food For Naught                                                  |
|                         |    |                                                |                                                                  |
| 23.06.2007              | 37 | Pomocny H.A.M.                                 | A Helping H.A.M.                                                 |
|                         |    |                                                |                                                                  |
| 24.06.2007              | 38 | Dzieciak zostaje na ekranie                    | The Kids Stay in the Picture                                     |
|                         |    |                                                |                                                                  |
| 30.06.2007              | 39 | Za wszelką cenę                                | Every Witch Way But Loose                                        |
|                         |    |                                                |                                                                  |
| ODCINEK ŚWIĄTECZNY      |    |                                                |                                                                  |
|                         |    |                                                |                                                                  |
|                         | 40 |                                                | June’s Egg-cellent Adventure: Juniper Lee Meets the Easter Bunny |
|                         |    |                                                |                                                                  |
| ODCINKI KRÓTKOMETRAŻOWE |    |                                                |                                                                  |
|                         |    |                                                |                                                                  |
|                         | S1 |                                                | Monsters in My Potion                                            |
|                         |    |                                                |                                                                  |
|                         | S2 |                                                | The Bus Stop                                                     |
|                         |    |                                                |                                                                  |
|                         | S3 |                                                | Just a Second                                                    |
|                         |    |                                                |                                                                  |
|                         | S4 |                                                | Nice Weather                                                     |
|                         |    |                                                |                                                                  |
|                         | S5 |                                                | Beach Blanket Monroe                                             |
|                         |    |                                                |                                                                  |
|                         | S6 |                                                | Big Monster in My Backyard                                       |
|                         |    |                                                |                                                                  |